# Deifebo Burbarini

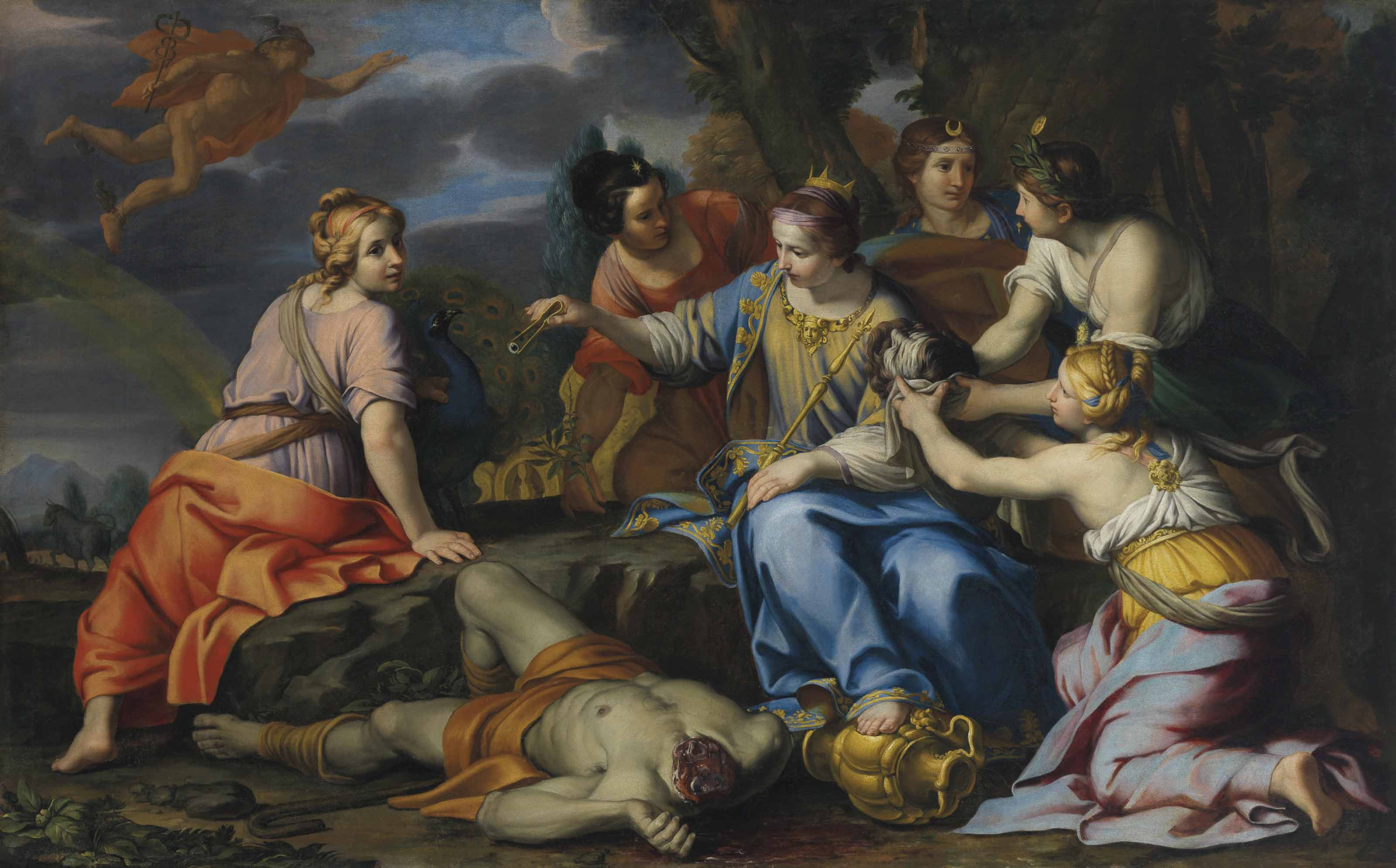
Juno plaats de ogen van Argus op de staart van een Pauw, ca. 1650-59

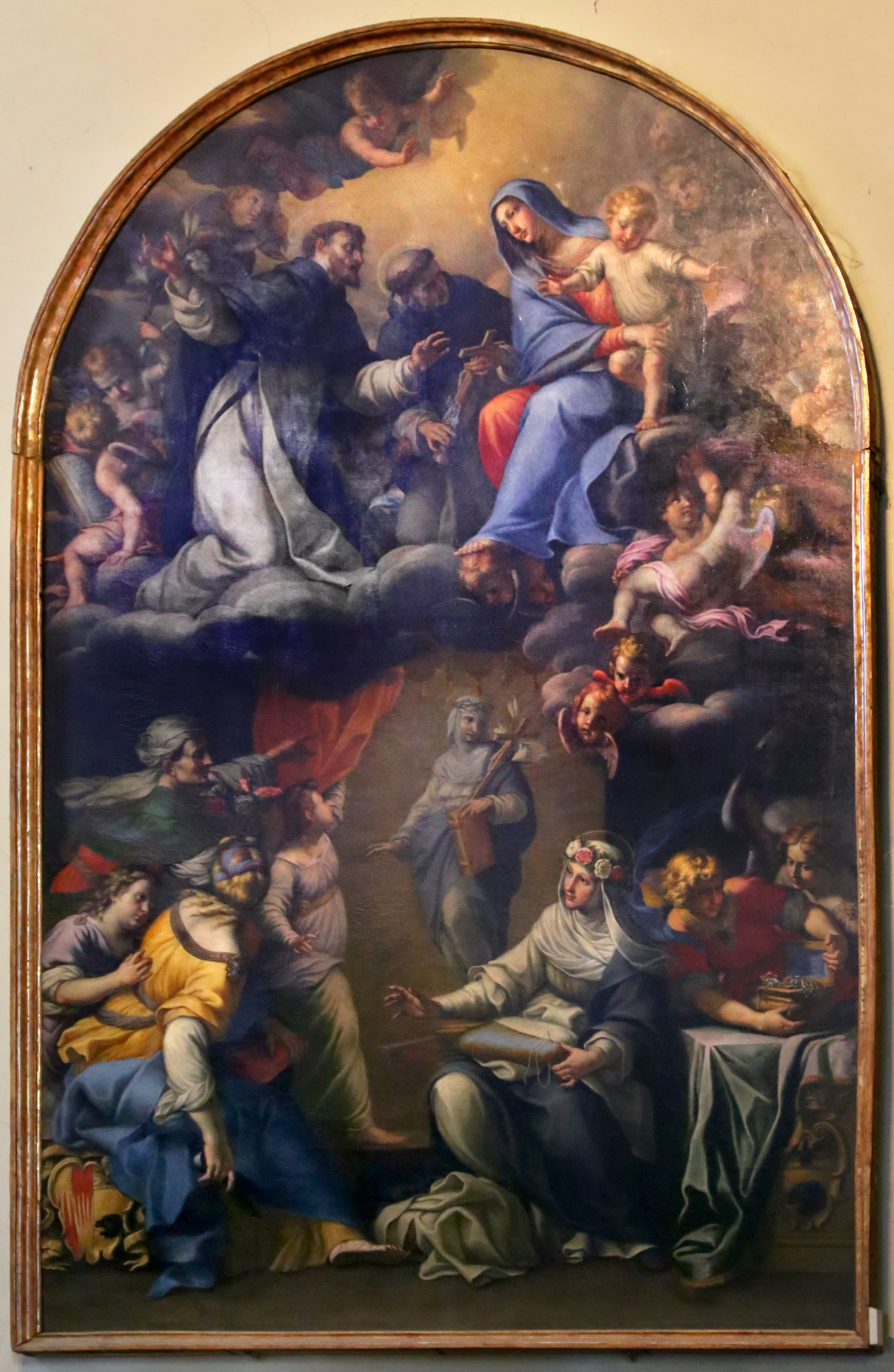
Visioen van de heilige Rosa van Lima, Basilica di San Domenico, Siena

Deifebo Burbarini (Siena, 1619 – aldaar, 4 maart 1680) was een Italiaanse kunstschilder en tekenaar die voornamelijk actief was in Siena in Montepulciano en Colle di Val d'Elsa. Hij schilderde in de barok-stijl.
Deifebo Burbarini was een leerling van Raffaello Vanni met wie hij goede contacten onderhield tot aan diens dood in 1673. In de jaren 1650 tot 1664 was hij niet gedocumenteerd in Siena en was hij waarschijnlijk actief in Rome.
Deifebo schilderde vooral altaarstukken en taferelen uit de Griekse mythologie.

## Werken
- Ajaccio, Museo Fesch: La visione di San Pietro d'Alcantara.
- Asciano, Oratorio della Compagnia di Santa Croce: Compianto sul Cristo morto en Resurrezione.
- Colle di Val d'Elsa, Concattedrale dei Santi Alberto e Marziale: fresco
- Rapolano Terme, Arcipretura di Santa Maria Assunta: Madonna che porge il Bambino a Santa Francesca Romana.[1]
- Siena, Arciconfraternita di Misericordia: Epifania (lunette), ca. 1672 en Annunciazione di Maria Vergine, 1668.
- Siena, Basilica di San Domenico, Cappella delle Volte: Apparizione di Caterina a Santa Rosa da Lima.
- Siena, Basilica di San Francesco, oratorio dei Santi Ludovico e Gherardo: Storie dei santi titolari (samen met Rutilio Manetti en Astolfo Petrazzi - di Burbarini il San Gherardo libera gli imprigionati, 1647)
- Siena, Oratorio di San Giovannino della Staffa: Convito di Erode en Danza di Salomé.[2]
- Siena, Insigne Collegiata di Santa Maria in Provenzano: Gedeone e il miracolo del vello en Visione di san Giovanni Evangelista.
- Siena, Monastero di Sant'Eugenio: Ordinazione di Santo Stefano.
- Siena, Oratorio di San Bernardino, Museo Diocesano di Arte Sacra: San Bernardino cura gli appestati (Lunette).
- Siena, Oratorio di San Bernardino, Museo Diocesano di Arte Sacra: San Girolamo
- Siena, Oratorio di San Giacomo: Gesù in gloria e San Giacomo
- Siena, Oratorio di San Giuseppe: Beato Giovanni Colombini.
- Siena, Oratorio di San Rocco: Educazione di Maria Vergine en Incoronazione della Madonna.
- Siena, Palazzo Pubblico, Bilanceria di Biccherna: Alessandro VII dona la Rosa d'oro al Duomo di Siena (1664) en La Forza militare impone tributi ad un vinto (1655)

- International Standard Name Identifier: 0000 0000 6704 8261
- Library of Congress Control Number: nr91034175
- RKD-Nederlands Instituut voor Kunstgeschiedenis: 315236
- Union List of Artist Names: 500031554
- Virtual International Authority File: 24458099